# Pereira (Montemor-o-Velho)
Pereira ist eine Ortschaft und Gemeinde in Portugal.

## Geschichte
Der Ort entstand im Verlauf der christlichen Reconquista. Die erste dokumentierte Erwähnung des Ortes stammt aus dem Jahr 1158. König D. Dinis gab Pereira 1282 erste Stadtrechte, die 1513 durch König D. Manuel I. erneuert wurden.
Wie andere Gebiete im Tal des Mondego erlebte auch Pereira einen wirtschaftlichen Aufschwung mit Beginn des Maisanbaus im 16. Jahrhundert. Es blieb Sitz eines eigenständigen Kreises, mit nur einer gleichnamigen Gemeinde, bis zu den Verwaltungsreformen nach der Liberalen Revolution 1822. 1836 wurde der Kreis Pereira aufgelöst und dem Kreis Santo Varão angegliedert. Seit dessen Auflösung 1853 ist Pereira eine Gemeinde des Kreises Montemor-o-Velho.
1991 wurde Pereira, nach 1282, erneut zur Kleinstadt (Vila) erhoben.

## Verwaltung
Pereira ist Sitz einer gleichnamigen Gemeinde (Freguesia) im Kreis (Concelho) von Montemor-o-Velho, im Distrikt Coimbra. In der Gemeinde leben 3501 Einwohner auf einer Fläche von 12,34 km² (Stand 19. April 2021).

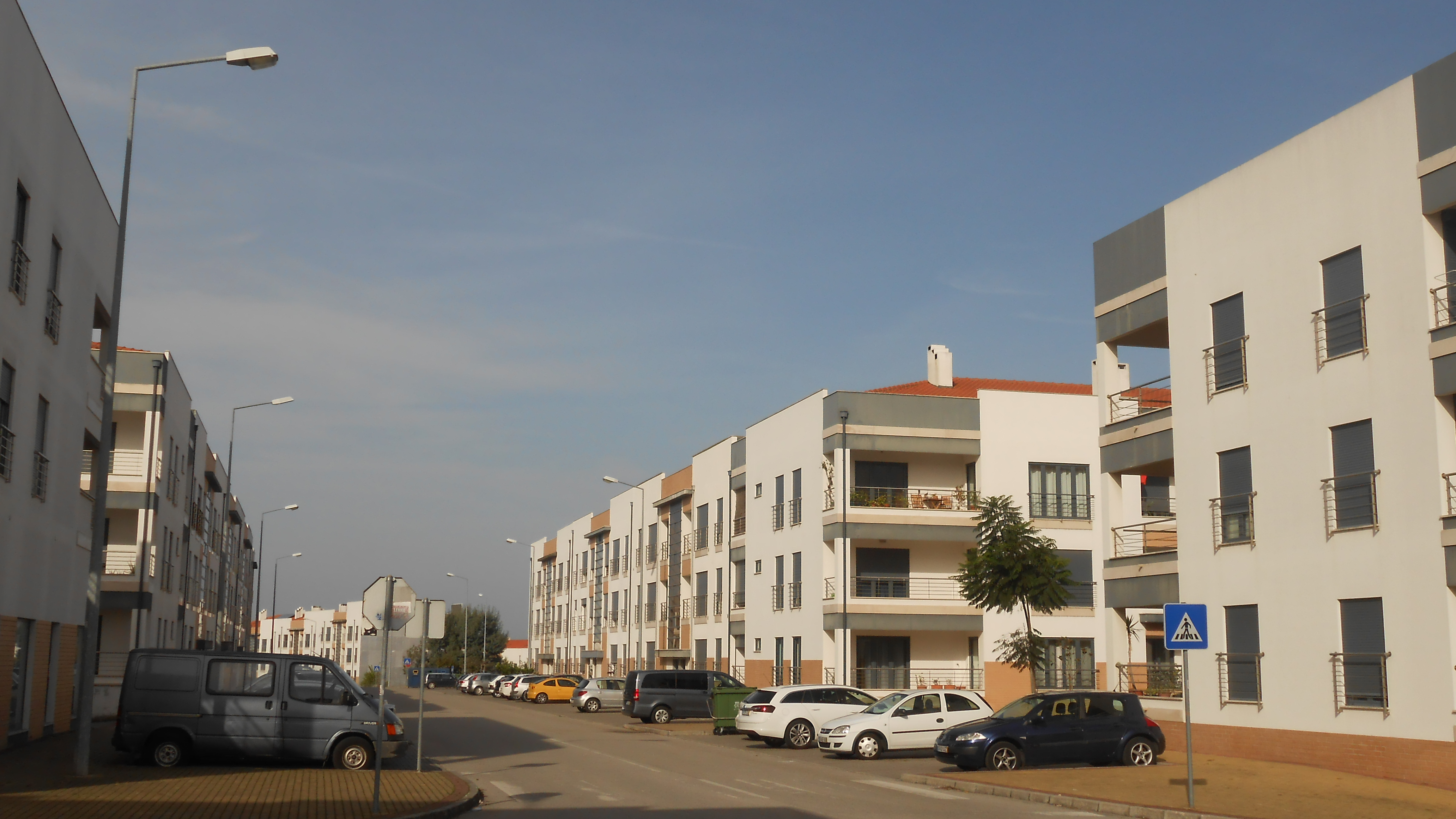
Im Neubauviertel oberhalb des alten Ortskerns

Folgende Orte liegen in der Gemeinde:
- Alpõe
- Cabecinhos
- Casais Velhos
- Casal da Légua
- Casal das Dadas
- Casal do Mioto
- Montes de Baixo
- Montes de Cima
- Morraceira
- Pereira
- Senhora do Pranto
- Tojal
- Torre
- Vale de Água

## Verkehr

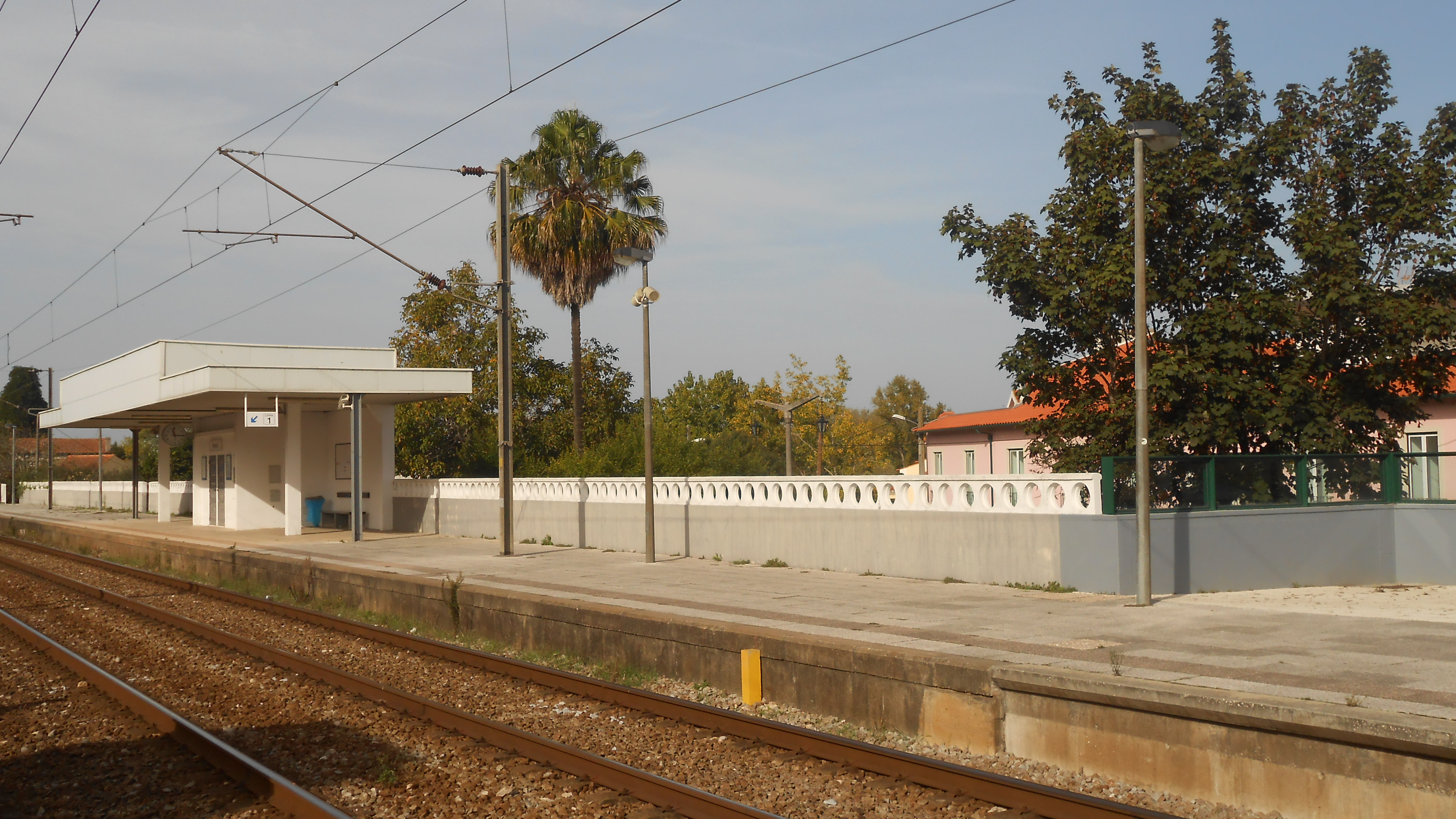
Am Haltepunkt Pereira der Regionalzüge zwischen Coimbra und Figueira da Foz

Pereira liegt mit eigenem Haltepunkt an der Eisenbahnstrecke Linha do Norte.